# Skórcz
Pour la gmina, voir Skórcz (gmina).
Skórcz (prononcé [skurt͡ʂ], en allemand : Skurz, 1939-42 Groß Wollenthal, 1942-45 Großwollental) est un village polonais de la voïvodie de Poméranie et du powiat de Starogard. Il s'étend sur 3,67 km2 et comptait 3 532 habitants en 2004.